# Джулія (ураган, 2022)
Ураган Джулія (англ. Hurricane Julia) — смертоносний тропічний циклон, який вирував у жовтні 2022 року над Центральною Америкою як ураган 1-ї категорії. Є десятим названим штормом і п'ятим ураганом сезону атлантичних ураганів 2022 року. Сформувався з тропічної хвилі в північній частині Атлантичного океану. Курсував на півдні Карибського басейну, ближче до Венесуели. Південнішим є лише тропічний шторм Брет 1993 року. 8 жовтня перетворився на ураган та обрушився на Нікарагуа. 10 жовтня ослаб до тропічного шторму над Тихим океаном, ставши 18-м тропічним штормом сезону тихоокеанського ураганів 2022 року та другим атлантично-тихоокеанським штормом сезону після Бонні в липні. Того дня ненадовго рухався вздовж узбережжя Сальвадору. Згодом, перемістився вглиб материка й перетворився на посттропічний залишок над Гватемалою.
Джулія принесла сильні зливи, що спричинили раптові поводі та смертоносні селі на півночі Венесуели та більшій частині Центральної Америки. Через проходження урагану в Центральній Америці загинуло 35 осіб.

## Метеорологічна історія
2 жовтня Національний центр спостереження за ураганами (NHC) почав спостерігати за тропічною хвилею над центральною тропічною Атлантикою. Широка область низького тиску сформувалася 4 жовтня, біля південних Навітряних островів. Через загрозу розвитку циклону в потенційний 13-й тропічний циклон 6 жовтня NHC надав рекомендаційні вказівки для територій південних Карибів. Згодом, того ж дня супутникові знімки та радіолокаційні дані показали, що збурення досягло достатньої циркуляції для формування конвекції. За даними мисливців за ураганами швидкість вітру становила 25—30 вуз (45—55 км/год) на північ від центру, і NHC класифікували її як тропічну депресію. Уранці 7 жовтня спостерігався потужний сплеск глибокої конвекції стався поблизу її центра, коли вона рухалася через півострів Гуахіра. Пізніше циклон переріс на тропічний шторм та названий Джулія. Згодом ранковий сплеск глибокої конвекції зменшився через північно-західний зсув, і нижній центр шторму залишався відкритим упродовж наступних кількох годин.
| Країна            | Смерті | Збитки (USD)   |
| ----------------- | ------ | -------------- |
| Тринідад і Тобаго | 1      | Невідомо       |
| Венесуела         | 50     | Невідомо       |
| Колумбія          | 0      | Невідомо       |
| Нікарагуа         | 3      | $400 мільйонів |
| Панама            | 2      | $7 мільйонів   |
| Гондурас          | 4      | Невідомо       |
| Сальвадор         | 10     | Невідомо       |
| Гватемала         | 14     | Невідомо       |
| Мексика           | 1      | Невідомо       |
| Всього: 0         | 83     | Невідомо       |

8 жовтня відбулося посилення постійної та глибокої конвекції над центром, що збільшило потужність системи. Уже о 23:00 UTC того дня Джулія стала ураганом. 9 жовтня о 02:00 UTC досягла пікової інтенсивності з максимальними постійними вітрами в 75 вуз (140 км/год) і мінімальний центральним тиском 982 мбар (29,0 дюйм рт. ст.). О 7:15  UTC шторм обрушився на Пеарл-Лагун, Нікарагуа Прямуючи на захід, система поступово ослабла до тропічного шторму, але зберегла біля центра чітко визначену циркуляцію та глибоку конвекцію. Увечері 9 жовтня покинула Атлантичний басейн як східно-тихоокеанський тропічний шторм. Через три години рухався узбережжям Тихого океану, продовжуючи слабшати. Він зберігав смугу глибокої конвекції над південною та східною частинами своєї циркуляції. 10 жовтня о 12:00 UTC перетнув узбережжя Сальвадору, приблизно 35 миля (55 км) на захід від Сан-Сальвадору та ослаб до тропічної депресії. Того ж дня Джулія розпалася на залишковий мінімум, що протягнулася від берегів Гватемали до крайнього південного сходу Мексики.